# ملعب ألامودومي

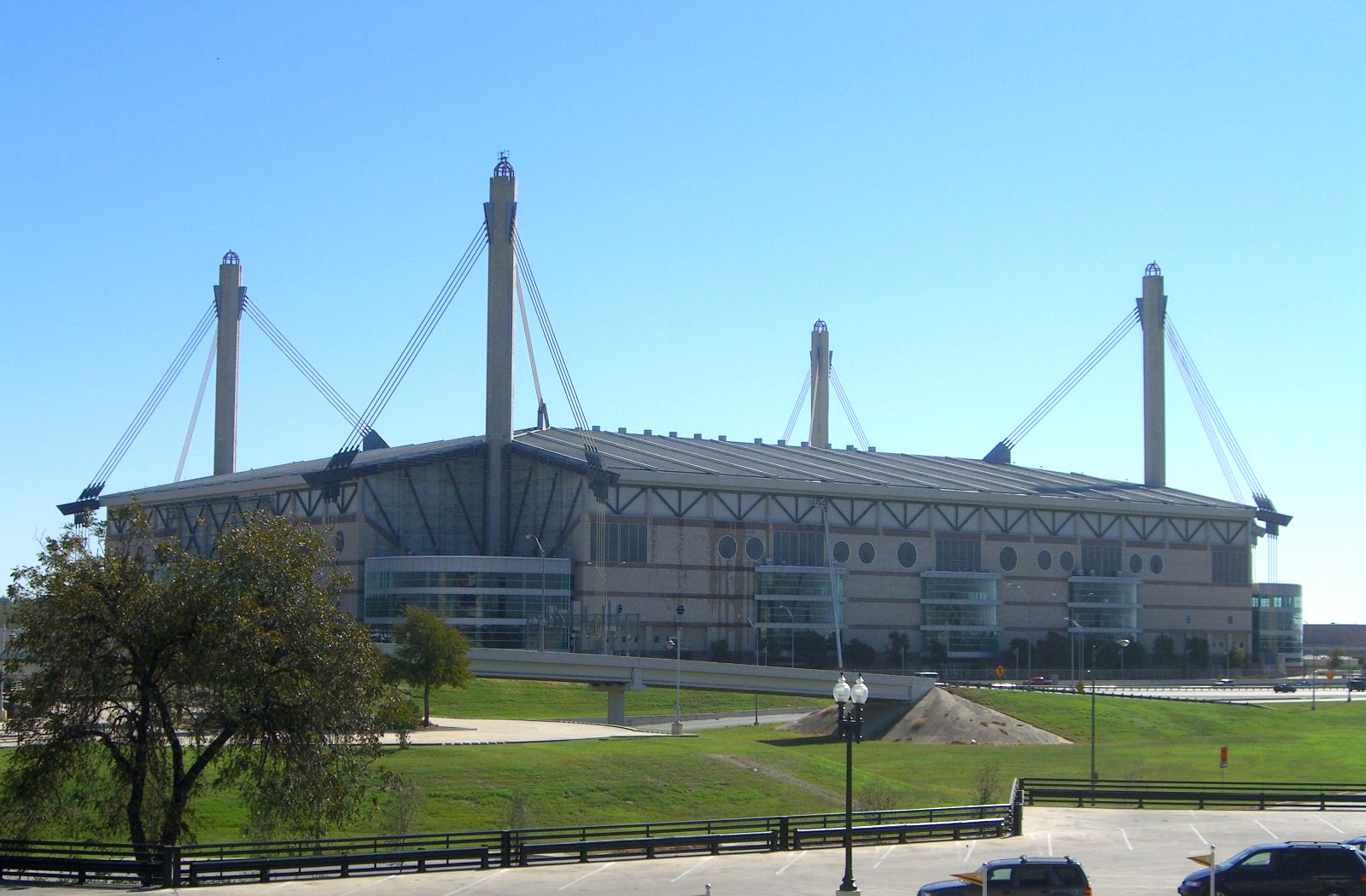

ملعب ألامودومي هو ملعب متعدد الاستخدام يقع في مدينة سان أنطونيو الأمريكية . غالبا ما يتم استخدامه لمباريات كرة القدم . يسع الملعب لجلوس 72 ألف متفرج . يعتبر الملعب الرسمي الذي يخوض فيه نادي ألامو بول مبارياته . تم افتتاح الملعب في 15 مايو 1993 .